# 之江安澜隧道
之江安澜隧道是杭州市之江东路的一部分，西起之江东路塘工局路口，沿钱塘江江堤东行，经浙江省水利河口研究院、杭高钱江校区后，在之江东路九睦南路口终止，全长3.33公里。于2025年5月1日上午10点开通。
非机动车道不在隧道范围内，车辆在通过塘工局路路口后与机动车道分流，沿地面至五堡路口进入五堡路，后向北至钱江路路口进入钱江路，后向东直至正谊路口进入正谊路，后向南回至之江东路，与机动车合流。东向西的路线为此顺序的倒序。

## 相关匝道
| 匝道                     | 地标                              |
| ------------------------ | --------------------------------- |
| 起点:之江东路九睦南路口  |                                   |
| 正谊路                   | 杭高钱江校区                      |
| 红普南路                 | 杭高钱江校区 浙江省水利河口研究院 |
| 三官塘路                 |                                   |
| 同协南路                 |                                   |
| 终点：之江东路塘工局路口 |                                   |